# Mètode de Schulze

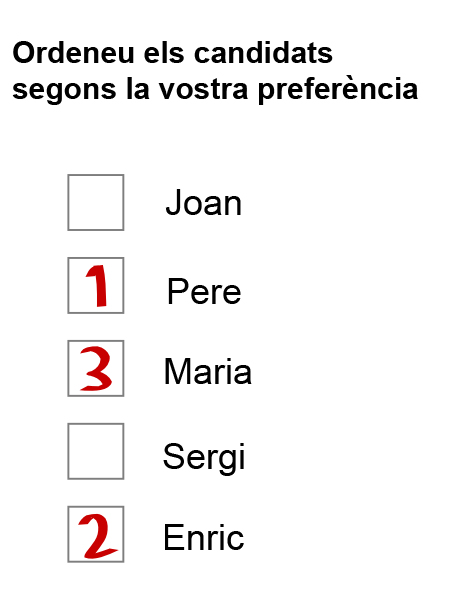
Tipus de papereta que es pot emprar en una votació que segueix el mètode de Schulze

El Mètode de Schulze és un sistema de votació desenvolupat l'any 1997 per Markus Schulze. Permet elegir un candidat guanyador o una llista ordenada de guanyadors a partir del vot preferencial expressat pels electors.
Si algun candidat és preferit per davant de tots els altres quan es comparen dos a dos, el mètode de Schulze garanteix que serà el vencedor. Per això, és un mètode de la família de mètodes de Condorcet.

## Descripció del mètode
Cada votant pot seleccionar els candidats per ordre de preferència. Una forma típica és anotar en la parereta de votació el número de preferència. Per exemple, posant un "1" al costat del candidat més preferit, un "2" al costat de la segona preferència i així successivament. Opcionalment, cada votant també pot:
- donar la mateixa preferència a més d'un candidat (és a dir, la preferència del votant és indiferent entre aquests candidats);
- utilitzar números no consecutius per expressar diferents pesos relatius de preferències (això no té cap impacte en el resultat, ja que només compta l'ordre relatiu i no l'absolut);
- mantenir candidats sense classificar (s'interpreta com que el votant prefereix els candidats classificats per sobre dels no classificats i que és indiferent entre tots els candidats sense classificar).

Per a cada parell de candidats es compten les preferències tant en comparacions directes com en comparacions per camí indirecte. El guanyador és el preferit en la suma de totes les comparacions.

## Exemple
Suposant que 45 votants han ordenat les preferències de 5 candidats, i s'han donat els següents resultats:
5 ACBED (és a dir, cinc votants han escollir l'ordre de preferència A > C > B > E > D)
5 ADECB
8 BEDAC
3 CABED
7 CAEBD
2 CBADE
7 DCEBA
8 EBADC
Primer s'efectua el recompte de preferències per parells. Per exemple, comparant el parell A i B hi ha 5+5+3+7=20 votants que prefereixen A a B, i 8+2+7+8=25 votants que prefereixen B a A. Per tant, d[A, B] = 20 i d[B, A] = 25. La matriu completa és:
|        | d[*,A] | d[*,B] | d[*,C] | d[*,D] | d[*,E] |
| ------ | ------ | ------ | ------ | ------ | ------ |
| d[A,*] |        | 20     | 26     | 30     | 22     |
| d[B,*] | 25     |        | 16     | 33     | 18     |
| d[C,*] | 19     | 29     |        | 17     | 24     |
| d[D,*] | 15     | 12     | 28     |        | 14     |
| d[E,*] | 23     | 27     | 21     | 31     |        |

Diagrama amb indicació de les preferències per parells d[*, *

Per ajudar a visualitzar els camins més forts, el diagrama de l'esquerra mostra els resultats mostrant només la direcció guanyadora en cada parell.
La major preferència per camí directe o indirecte s'avalua segons el tram mínim entre tots els possibles. Per exemple, el valor major entre B i D és el camí directe p[B, D] = 33. En canvi, el valor major entre A i C no és el camí directe d[A, C] = 26, sinó el camí indirecte (A, D, C) que té un valor de min(30, 28) = 28.
Per a cada parell de candidats X i Y, la taula següent mostra en vermell el camí major entre X i Y, amb el tram mínim subratllat.
|          | ... a A                       | ... a B                | ... a C         | ... a D         | ... a E                |
| -------- | ----------------------------- | ---------------------- | --------------- | --------------- | ---------------------- |
| d'A ...  |                               | A-(30)-D-(28)-C-(29)-B | A-(30)-D-(28)-C | A-(30)-D        | A-(30)-D-(28)-C-(24)-E |
| de B ... | B-(25)-A                      |                        | B-(33)-D-(28)-C | B-(33)-D        | B-(33)-D-(28)-C-(24)-E |
| de C ... | C-(29)-B-(25)-A               | C-(29)-B               |                 | C-(29)-B-(33)-D | C-(24)-E               |
| de D ... | D-(28)-C-(29)-B-(25)-A        | D-(28)-C-(29)-B        | D-(28)-C        |                 | D-(28)-C-(24)-E        |
| d'E ...  | E-(31)-D-(28)-C-(29)-B-(25)-A | E-(31)-D-(28)-C-(29)-B | E-(31)-D-(28)-C | E-(31)-D        |                        |
|          | ... a A                       | ... a B                | ... a C         | ... a D         | ... a E                |

|        | p[*,A] | p[*,B] | p[*,C] | p[*,D] | p[*,E] |
| ------ | ------ | ------ | ------ | ------ | ------ |
| p[A,*] |        | 28     | 28     | 30     | 24     |
| p[B,*] | 25     |        | 28     | 33     | 24     |
| p[C,*] | 25     | 29     |        | 29     | 24     |
| p[D,*] | 25     | 28     | 28     |        | 24     |
| p[E,*] | 25     | 28     | 28     | 31     |        |

Ara es pot determinar el resultat del mètode Schulze. En comparar A i B, per exemple, com que 28 = p[A,B] > p[B,A] = 25, pel mètode Schulze A és preferit a B. Un altre exemple és que 31 = p[E,D] > p[D,E] = 24, per tant E és preferit a D. Continuant d'aquesta manera s'obté que la classificació de Schulze és E > A > C > B > D, per tant E guanya. En altres paraules, E guanya, ja que p[E,X] ≥ p[X,E] per a qualsevol altre candidat X.